# Беллини (коктейль)
«Белли́ни» (англ. Bellini) — алкогольный коктейль, изобретённый в Венеции в первой половине XX века; представляет собой смесь игристого вина (традиционно просекко) и персикового пюре, часто подаваемый на праздниках. Это — один из самых популярных коктейлей Италии. В настоящее время к персиковому пюре вместо игристого вина могут добавлять джин, водку или делать безалкогольный «Беллини». Классифицируется как газированный коктейль.
Входит в число официальных коктейлей Международной ассоциации барменов (IBA) в категории «Современная классика» (англ. Contemporary classics), что свидетельствует о его популярности у публики и о его признании в профессиональном мире.

## История
Напиток изобретен в Венеции между 1934 и 1948 годами Джузеппе Чиприани (ит.), также известным как изобретатель блюда «карпаччо», владельцем «Бара Гарри», и назван в честь живописца кватроченто Джовани Беллини, который умел добиваться на своих полотнах уникальных розоватых оттенков белого (одеяния изображаемых им святых и ангелов). Цвет получившегося коктейля напомнил Чиприани этот цвет.
Вначале коктейль предлагался как сезонный в «Баре Гарри», любимом венецианском прибежище Эрнеста Хемингуэя, Синклера Льюиса, Орсона Уэллса, Хамфри Богарта и других представителей артистической богемы. Позже он также стал популярным в баре, принадлежащем Чиприани в Нью-Йорке. После того, как один предприимчивый француз наладил дело по промышленному производству персикового пюре — основы «Беллини» — напиток стал круглогодичным.